# Los diarios de Carrie
Los diarios de Carrie   es una novela de literatura juvenil, la primera de la serie homónima de la autora norteamericana Candace Bushnell. La serie es una precuela de la novela de Bushnell de 1997 Sexo en Nueva York   que sigue los pasos de Carrie Bradshaw durante su último año de instituto a principios de los años 80 y una parte de su vida trabajando como escritora en Nueva York. El periódico Los Angeles Times  la describió como «una adictiva e ingeniosa historia sobre orígenes.»

## Argumento
Los diarios de Carrie  trata sobre Carrie Bradshaw, una alumna de instituto que vive en Castleberry, Connecticut. Se siguen las andadas de Carrie a su paso por el instituto durante sus dos últimos años, incluyendo el verano entre ambos y, finalmente, en su graduación. Carrie, sus amigos y su familia se ven implicados en muchas dificultades durante todo este tiempo.
Carrie maneja bien estas situaciones, incluso el haber salido con unos cuantos novios en el camino. Su padre y ella tienen algunas discusiones, pero no llegan a las manos hasta el final del libro. La decisión definitiva de Carrie de no ir a la Universidad de Nueva York es la causa por la que debe vivir con la que posteriormente será su amiga para toda la vida: Samantha Jones. Esto erige a Carrie en la precedente del personaje principal en Sexo en nueva York .

## Personajes
- Carrie Bradshaw : protagonista de la novela. Es una aspirante a escritora que sueña con vivir en Nueva York.
- Sebastian Kydd : El chico nuevo, guapo y misterioso del instituto, y el nuevo novio de Carrie.
- Donna LaDonna : la chica más popular del instituto y aspirante a modelo. Va acompañada por dos perritas falderas: Las Jens.
- Maggie Landers : una de las mejores amigas de Carrie y exnovia de Walt, con el que no mantenía relaciones sexuales.
- Roberta «La Rata» : una de las mejores amigas de Carrie y la más inteligente del instituto.
- Walter «Walt» Reynolds : el mejor amigo de Carrie, que salió con Maggie antes de salir del armario.
- George Silver : el guapo pretendiente de Carrie en Nueva York que estudia en la  Universidad Brown.
- Dorrit Bradshaw : la rebelde hermana menor de Carrie.

## Recepción
Los diarios de Carrie  ha recibido reseñas favorables por lo general. Joel Ryan de Los Angeles Times  hizo una crítica positiva sobre la novela, describiéndola como «una adictiva e ingeniosa historia sobre orígenes», y afirmando que la brillantez del libro está en que «el sexo no tiene nada que ver.» Sabrina Rojas Weiss de MTV Hollywood Crush también hizo una buena reseña y declaró que «El argumento es bueno y te mantiene enganchado hasta las últimas páginas, pero lo que permanece en ti al finalizar la historia son las reflexiones internas de Carrie.» Meeta Agrawal de la revista Entertainment Weekly  puntuó el libro con un 10 y escribió: «Habría sido fácil escribir una historia sobre la mayoría de edad de Carrie Bradshaw que torpemente anunciase todo lo que los fans de la franquicia sabían que pasaría. Sin embargo, Bushnell se centra en algo más difícil: contar otro capítulo de la historia de un personaje apreciado que vale por sí mismo.»

## Adaptación televisiva
En septiembre de 2011, se anunció oficialmente que The CW (cadena de televisión estadounidense) iba a dar un paso adelante con una serie televisiva como precuela de la original, basada en Los diarios de Carrie . El proyecto fue desarrollado por los productores de la serie Gossip Girl , Josh Schwartz y Stephanie Savage. La anterior guionista de Sexo en Nueva York , Amy B. Harris, fue solicitada para escribir la adaptación. El 18 de enero de 2012, la cadena The CW encargó unos capítulos piloto de Los diarios de Carrie . El proyecto estaba al mando de los productores ejecutivos Josh Schwartz, Stephanie Savage, Len Goldstein y Candace Bushnell.
El 15 de febrero de 2012, el primer papel de la serie fue adjudicado cuando Stefania Owen consiguió el personaje de Dorrit, la hermana de 14 años de Carrie Bradshaw. El 27 de febrero de 2012, se anunció que a AnnaSophia Robb se le había adjudicado el papel de la joven Carrie.
La cadena The CW se hizo con la serie oficialmente el 11 de mayo de 2012 y fue premiada el 14 de enero de 2013. La segunda temporada se renovó el 9 de mayo de 2013. Fue cancelada el 8 de mayo de 2014.